# 피치 항공
피치 항공(영어: Peach Aviation, 일본어: ピーチ アビエーション)은 일본의 항공사인 전일본공수 계열의 저비용 항공사로 본사는 오사카에 있는 간사이 국제공항 내의 에어로플라자 3층에 있다.

## 역사

### 초창기
피치 항공은 창립 초기, A&F 에비에이션이라는 이름으로 전일본공수와 홍콩의 펀드 기업과 공동으로 설립되었다. 2011년 4월, 사명을 현재의 이름으로 재명명하였으며 운항증명을 취득하였다. 창립 후 피치 항공은 오사카의 간사이 국제공항을 주요 거점으로 하였으며 본사를 소재하였다. 창립 후 에어버스 A320-200 항공기를 같은해 11월 인도받았으며 다음해인 2012년, 오사카(간사이) ~ 삿포로 노선을 시작으로 정식 운항을 하였다

### 규모 확대
CEO인 이노우에 신이치는 취항 첫 5년 내로 10개의 노선 운영을 목표로 하고 있다고 밝혔으며, 특히 간사이 국제공항에서 3~4시간 정도 거리의 대한민국, 중국, 그리고 대만의 주요 도시와 괌 혹은 사이판 같은 휴양지를 잇는 노선을 중점적으로 운영할 계획이라고 밝혔다. 그는 또한 사가 공항이나 기타큐슈 공항 등 후쿠오카 인근의 소규모 공항을 후쿠오카 공항 대신 이용할 가능성도 있다고 언급했다.
2018년 3월, 피치 항공은 모기업인 전일본공수의 저비용 항공사인 바닐라 에어와의 합병을 발표하였으며 이에 따라 바닐라 에어의 인력과 항공기 등 전반에 대한 인수에 착수하여 다음해인 2019년, 바닐라 에어와의 합병을 완료하였다.

## 운항 노선
- 2012년 1월 기준으로 다음과 같이 운항하고 있다.[5]

## 보유 기종

### 현재 보유 중인 기종
- 2025년 2월 기준으로, 피치 항공은 다음과 같이 보유 하고있다.[6][7]

## 사건 및 사고
- 2014년 4월 28일, 신 이시가키 공항에서 나하공항으로 가는 피치 항공은 조종사가 항공 교통 통제의 지시를 오해한 후, 해발 248피트(76m)의 고도로 하강했다. 이 항공기의 지상 근접경보 시스템은 조종사에게 저고도 경보를 울렸고, 이후 나하에 안전하게 착륙했다.

## 같이 보기
- 일본의 항공사 목록